# Mountain Center

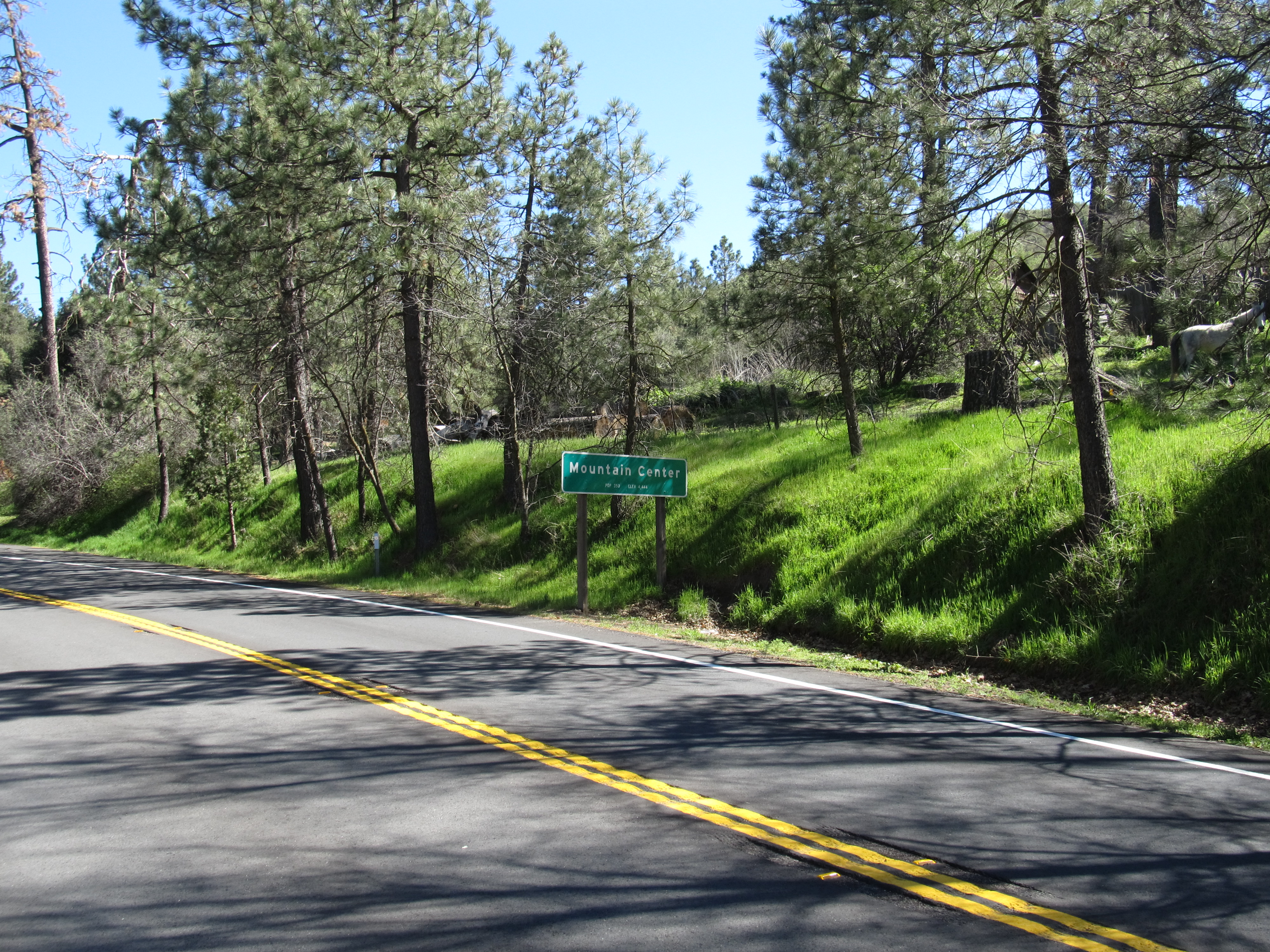
Mountain Center (2014)

Mountain Center ist ein Census-designated place im Riverside County im US-Bundesstaat Kalifornien, Vereinigte Staaten. Er liegt an der California State Route 74 im Südteil des San Bernardino National Forests. Obwohl Mountain Center keine Stadt ist, hat der Ort ein eigenes Postamt mit der Postleitzahl 92561. Das U.S. Census Bureau hat bei der Volkszählung 2020 eine Einwohnerzahl von 66 ermittelt.

## Geografie
Mountain Center liegt im zentralen westlichen Riverside County in Kalifornien in den USA. Nördlich liegt die Gemeinde Idyllwild-Pine Cove. Der Ortsmittelpunkt liegt am Treffpunkt von California State Roue 243 und California State Route 74. Mountain Center befindet sich auf halber Strecke zwischen Hemet und Palm Desert im San Bernardino National Forest. In der Nähe liegt der Lake Hemet.
Der Ort erstreckt sich auf eine Fläche von 4,885 km², von der 4,881 km² Landfläche sind; die Bevölkerungsdichte beträgt somit 14 Einwohner pro Quadratkilometer.

## Politik
Mountain Center ist Teil des 28. Distrikts im Senat von Kalifornien, der momentan vom Demokraten Ted Lieu vertreten wird, und des 71. Distrikts der California State Assembly, vertreten vom Republikaner Brian Jones. Des Weiteren gehört Mountain Center Kaliforniens 36. Kongresswahlbezirk an, der einen Cook Partisan Voting Index von R+1 hat und vom Demokraten Raul Ruiz vertreten wird.